# Obgruiten
Obgruiten war im 19. Jahrhundert eine selbstständige Landgemeinde in der Bürgermeisterei Haan und ist heute ein Ortsteil von Haan im Kreis Mettmann.

## Geschichte
Die Gemeinde Obgruiten entstand aufgrund der Gemeinde-Ordnung für die Rheinprovinz vom 23. Juli 1845 in Nachfolge der bergischen Honschaft Obgruiten, die vom Spätmittelalter bis in die nachnapoleonische Zeit bestand und bis 1806 als Honschaft zu der bergischen Unterherrschaft Schöller im Amt Solingen gehörte. Die Franzosen ordneten 1806 die Honschaft Obgruiten der neu gegründeten Mairie Haan zu, die 1815 unter Preußen in die Bürgermeisterei Haan umgewandelt wurde.
1888 umfasste Obgruiten eine Fläche von 244 ha, die sich in 150 ha Ackerland, 10 ha Wiesen und 65 ha Wald unterteilten. Die Gemeinde gehörte kirchlich zu den Kirchspielen Schöller (evangelisch) und Gruiten (katholisch). In den 20 Wohnplätzen befanden sich 38 Wohngebäude und 57 Haushalte. Von den 287 Einwohnern der Gemeinde waren 146 männlich und 132 weiblich, 147 evangelischen und 131 katholischen Glaubens.
Zu Obgruiten gehörten 1888 die Wohnplätze Aue, Birschels, Hasenhaus, Heidersprung, Jienberg, Klappmütze, Klevenhäuschen, Klevenhof, Kortenhäuschen, Mühlenfeld, Osterholz, Pilscheuer, Scheifenhaus, Scheifenheide, Schlösserhütte, Vockenhaus, Vogelsang, Voosholz, Ziegelhäuschen und Zur Mühlen.
1894 wurden die Gemeinden Obgruiten und Gruiten zusammengeschlossen, wobei der östliche Rand Obgruitens an die Gemeinde Vohwinkel ging. Gleichzeitig schieden die so vergrößerte Gemeinde Gruiten sowie die Gemeinden Millrath und Schöller aus der Bürgermeisterei Haan aus und bildeten seitdem die Bürgermeisterei Gruiten. Mit der Kommunalreform von 1975 gelangte Obgruiten durch die Eingemeindung Gruitens nach Haan zur Stadt Haan.